# Stop-Loss
Pour plus de détails, voir Fiche technique et Distribution.
Stop-Loss est un film américain réalisé par Kimberly Peirce, sorti en 2008.

## Synopsis
Brandon King est un héros des guerres d'Irak et d'Afghanistan. À son retour au Texas, il essaye de renouer avec sa vie d'avant, de resserrer les liens avec sa famille et son meilleur ami, Steve Shriver, qui était avec lui en Irak. Le jour de la fin de son contrat, il apprend que l'armée a unilatéralement prolongé la durée du contrat, et qu'il doit retourner en Irak. Il refuse.

## Fiche technique
- Titre français et original : Stop-Loss
- Réalisation : Kimberly Peirce
- Scénario : Mark Richard (en) et Kimberly Peirce
- Producteurs : Gregory Goodman (en), Kimberly Peirce, Mark Roybal et Scott Rudin
- Producteurs délégués : Pamela Abdy (en) et Alli Shearmur
- Producteur associé : Reid Carolin
- Sociétés de production : Paramount Pictures, Scott Rudin Productions, MTV Films et Peirce Pictures
- Distribution : Paramount Pictures
- Musique : John Powell
- Photographie : Chris Menges
- Montage : Claire Simpson
- Décors : David Wasco
- Costumes : Marlene Stewart
- Pays :  États-Unis
- Langue : anglais
- Genre : drame, guerre
- Durée : 112 minutes
- Format : Couleur - Format 35 mm
- Budget : 25 millions de $US[1]
- Dates de sortie : 
  -  États-Unis : 13 mars 2008 (SXSW Music and Film Festival) , en salles 28 mars 2008
  -  Belgique : 11 juin 2008
- Date de sortie en vidéo : 
  -  France : 2 décembre 2008[2]

## Distribution
- Ryan Phillippe (VF : Damien Ferrette) : Brandon King
- Abbie Cornish : Michelle
- Channing Tatum (VF : Adrien Antoine) : Steve Shriver
- Joseph Gordon-Levitt (VF : Pascal Nowak) : Tommy Burgess
- Rob Brown (VF : Jean-Baptiste Anoumon) : Isaac « Eyeball » Butler
- Timothy Olyphant : le lieutenant-colonel Boot Miller
- Linda Emond (VF : Caroline Jacquin) : Ida King
- Ciarán Hinds : Roy King
- Victor Rasuk (VF : Emmanuel Garijo) : Rico Rodriguez
- Terry Quay : Al « Preacher » Colson
- Matthew Scott Wilcox : Harvey
- Connett Brewer : Curtis
- Josef Sommer : le sénateur Orton Worrell
- Mamie Gummer : Jeanie
- Alex Frost (VF : Donald Reignoux) : Shorty
- Chandra Washington : Mrs. Butler
- Laurie Metcalf : Mrs. Colson
- Cora Cardona : Theresa Rodriguez
- Isreal Saldivar : Augustin Rodriguez
- David Kroll : un pasteur
- Marie Mizener : Karen
- Kasey Stevens : Sharon
- Ricky Calmbach : lui-même
- Lee Stringer : Dennis
- J. D. Evermore : Rainey
- Richard Dillard : le sherif Boudreaux
- James D. Dever : le capitaine Dever
- Mark Richard : le pasteur Colson
- Steven Strait : Michael Colson
- Margo Martindale : la secrétaire du sénateur (voix)

 Source et légende : version française (VF) sur RS Doublage